# Lista conducătorilor huni

## Conducători
- Rua (Ruglia) (cca. 425-434)
- Bleda și Attila (434-445) - frați, nepoții lui Rua
- Attila (445-453), rămâne singurul conducător după asasinarea lui Bleda
- Ellac și Ernac, (453-454) - frați, copii lui Atilla

În 454 hunii sunt înfrânți în bătălia de la Nedao și siliți să se retragă în regiunea nordică a Mării Negre.